# Augustus FitzRoy, 3. Duke of Grafton

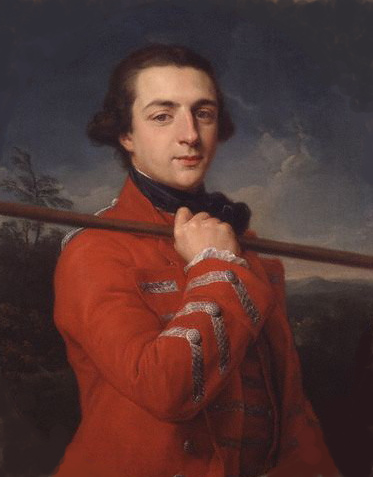
Augustus Fitzroy, 3. Duke of Grafton

Augustus Henry FitzRoy, 3. Duke of Grafton KG PC (* 1. Oktober 1735; † 14. März 1811 in Euston Hall, Suffolk), war ein britischer Politiker der Whig-Partei, Unitarier und einer von zahlreichen Dukes, die als Premierminister dienten.

## Leben
Seine Eltern waren der Captain der Royal Navy Lord Augustus FitzRoy (1716–1741) und Elizabeth Cosby († 1788), Tochter des Colonel William Cosby, der Gouverneur in der Kolonie New York war. Er wurde in der Westminster School erzogen, machte eine Grand Tour und erlangte den Abschluss am Peterhouse in Cambridge. 1756 heiratete er Anne Liddell, Tochter von Henry Liddell, 1. Baron Ravensworth. Im selben Jahr zog er als Abgeordneter für Boroughbridge ins House of Commons ein. Einige Monate später wechselte er in den Wahlbezirk nach Bury St. Edmunds, welches von seiner Familie kontrolliert wurde. Als im Jahr darauf sein Großvater Charles FitzRoy, 2. Duke of Grafton, starb, erbte er dessen Adelstitel als 3. Duke of Grafton, wurde dadurch Mitglied des House of Lords und schied dazu aus dem House of Commons aus.
In der Politik wurde er anfangs als Gegner von John Stuart, 3. Earl of Bute, bekannt. Stuart war ein Günstling des Königs Georg III. Grafton verbündete sich mit Thomas Pelham-Holles, 1. Duke of Newcastle gegen Lord Bute, dessen Amtszeit als Premierminister nur von kurzer Dauer war. 1765 wurde Grafton zum Privy Councillor ernannt. Später machte man ihn nach Unterredungen mit William Pitt dem Älteren in Lord Rockinghams erster Regierung zum Außenminister für die nördlichen Gebiete. Er trat jedoch ein Jahr später zurück und Pitt, der inzwischen Earl of Chatham geworden war, bildete eine Regierung, in der Grafton First Lord of the Treasury, aber nicht Premierminister war.
Pitts Krankheit führte dazu, dass Grafton Ende 1767 der tatsächliche Regierungschef wurde – die Übernahme des Premierminister-Amtes wird ihm für 1768 zugeschrieben. Politische Differenzen und die Angriffe des Junius, eines anonym gebliebenen Leserbriefschreibers, führten im Januar 1770 zu seinem Rücktritt. 1771 wurde er Lord Privy Seal in Lord Norths Regierung, trat aber 1775 wieder zurück, da er gegenüber den amerikanischen Kolonisten eine versöhnliche Haltung einnahm. In der zweiten Regierung Rockinghams (1782) wurde er wieder Lord Privy Seal. In den folgenden Jahren wurde er ein prominenter Unitarier. Im Jahre 1769 wurde Grafton von König Georg III. als Knight Companion in den Hosenbandorden aufgenommen.
Das Grafton County in New Hampshire (USA) wurde nach ihm benannt und die Fitzroy-Insel in Queensland (Australien) benannte James Cook auf einer Expedition im Jahr 1770 zu seiner Ehre.

## Familie
FitzRoy war seit dem 29. Januar 1756 mit Anne Liddell, der Tochter von Lord Ravensworth verheiratet, mit der er drei Kinder hatte:
- Lady Georgiana FitzRoy († 1799);
- George FitzRoy, 4. Duke of Grafton (1760–1844);
- Lord Charles FitzRoy (1764–1829), General der British Army und Politiker;

1764 verließ er seine Frau, um mit Anne Parsons (alias Mrs. Houghton) eine Verbindung einzugehen. Im Januar 1765 trennte er sich endgültig von seiner Frau, von der er im März 1769 geschieden wurde. Im Juni 1769 gab er die Beziehung zu Mrs. Houghton auf, um Elizabeth (geborene Wrottesley) zu ehelichen, mit der er 13 Kinder hatte. Darunter:
- Rev. Lord Henry FitzRoy (1770–1828), anglikanischer Geistlicher;
- Lord William FitzRoy (1782–1857), Admiral der Royal Navy und Politiker;
- Lord John Edward FitzRoy (1785–1856).

Robert FitzRoy, ein Hydrograf, war sein Enkel.